# Haáz István
Haáz István (Budapest, 1877. június 11. – Budapest, 1916. április 16.) író, színműíró.

## Élete
Haáz Sámuel dunaföldvári születésű kereskedő, hitközségi elnök és Keszler Karolina fia. Jogi tanulmányait a Budapesti Tudományegyetemen végezte. 1906-ban ügyvédi vizsgát tett. Joghallgatóként megalapította az Ügyvédsegédek Országos Egyesületét. 
A budapesti orfeumok megmagyarosításához nagy mértékben hozzájárult és százötvennél több egyfelvonásos, kacagtató bohózatával kiszorította a külföldi, jórészt német eredetű és részben német nyelvű darabokat. Szégyen, gyalázat! című népies bohózata, ill. Waldmann Imrével írott Hajrá, utána! c. revüje nyomtatásban is megjelent. Napilapok és élclapok számára is írt humoros karcolatokat. 
Utolsó éveiben többször szorult pszichiátriai kezelésre.
A Kozma utcai izraelita temetőben nyugszik.

## Művei
- Szégyen, gyalázat! (népies bohózat; Gyoma, 1913)
- Hajrá, utána! (revü, Waldmann Imrével, zene Jászay-Horváth Elemér; Gyoma, 1914)